# Uppsala-ESO Survey of Asteroids and Comets
O Uppsala-ESO Survey of Asteroids and Comets (UESAC) (em português:  Levantamento de asteróides e cometas Uppsala-ESO) aconteceu entre os anos de 1992 e 1993. Um grande número de asteróides foram estudados. Cerca de 15 000 posições foram detectadas com 2500 órbitas calculadas. A partir de 2006, um total de 1002 novos asteróides foram descobertos e catalogados nesse processo.
As observações aconteceram a partir do Observatório Europeu do Sul no Chile e no Observatório Astronômico da Austrália.